# 長山椒螺
長山椒螺（学名：[Assiminea vagans] 错误：{{Lang}}：文本有斜体标记（帮助））为山椒蝸牛科山椒螺屬下的一个种。